# Bhumiraj Rai
Bhumiraj Rai (* 22. Juni 1989) ist ein nepalesischer Leichtathlet, der sich auf den Langstreckenlauf spezialisiert hat.

## Sportliche Laufbahn
Erste internationale Erfahrungen sammelte Bhumiraj Rai im Jahr 2016, als er bei den Südasienspielen in Guwahati in 2:32:21 h den fünften Platz im Marathonlauf belegte. Anschließend siegte er beim Kathmandu-Marathon nach 2:20:44 h. Auch im darauffolgenden Jahr siegte er dort in 2:24:13 h und qualifizierte sich damit für die Weltmeisterschaften in London, bei denen er sein Rennen aber nicht beenden konnte.

## Persönliche Bestzeiten
- Marathon: 2:20:44 h, 24. September 2016 in Kathmandu